# Conchita Wurst
Conchita Wurst, pseudonimo di Thomas Neuwirth (Gmunden, 6 novembre 1988), è un cantante austriaco.
Ha ottenuto popolarità internazionale vincendo l'Eurovision Song Contest 2014, rappresentando l'Austria, con il brano Rise like a Phoenix.

## Biografia

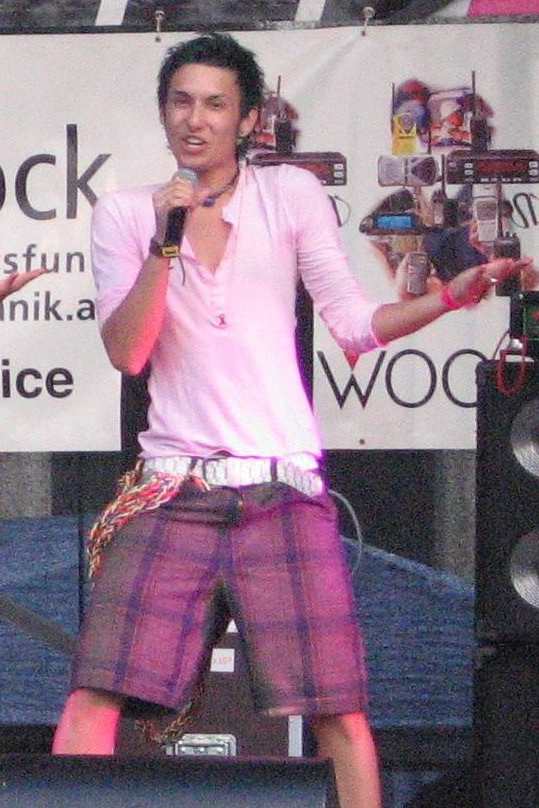
Tom Neuwirth nel 2007

### Primi anni
Thomas Neuwirth nasce a Gmunden, Austria il 6 novembre 1988. Prima di travestirsi, si è esibito come uomo con il suo nome reale per alcuni anni sia come cantante solista che come componente di una band.

### Gli inizi
Nel 2006 partecipa al talent show austriaco Starmania, gara canora trasmessa dalla tv nazionale ORF, classificandosi al 2º posto alle spalle di Nadine Beiler. Nello stesso anno entra nel gruppo vocale degli Jetzt Anders! con cui si esibirà fino a novembre 2007.
Per qualche anno si ritira dalle scene per diplomarsi alla Scuola di Moda di Graz.

### Prime apparizioni come Conchita Wurst
Nel 2011 crea il suo personaggio drag queen e adotta lo pseudonimo di Conchita Wurst. Il nome d'arte che si è dato ha un preciso significato: in Germania e in Austria, come da lui stesso affermato, la parola Wurst (salsiccia in tedesco) proverrebbe dall'espressione «Es ist mir Wurst» usata in tedesco col senso di "Non me ne importa niente"; in un'intervista ha affermato che utilizza questa espressione in relazione al fatto che di una persona non gli importa da dove viene o quale sia il suo aspetto. Il nome Conchita, invece, gli è stato suggerito da un'amica cubana, come nome sexy.
La prima apparizione di Conchita Wurst avviene nel 2011, durante il reality show canoro Die große Chance, nel quale ottiene la vittoria.
Nel 2012 giunge secondo alla selezione nazionale austriaca per l'Eurovision Song Contest 2012 con il brano That's What I Am.
Nel 2013 partecipa a due reality show trasmessi dalla ORF: Die härtesten Jobs Österreichs, in cui i protagonisti devono lavorare in una fabbrica di pesce, e in Wild Girls - Auf High Heels durch Afrika, dove i concorrenti devono sopravvivere nel deserto della Namibia insieme alle tribù locali.

### La vittoria all'Eurovision Song Contest

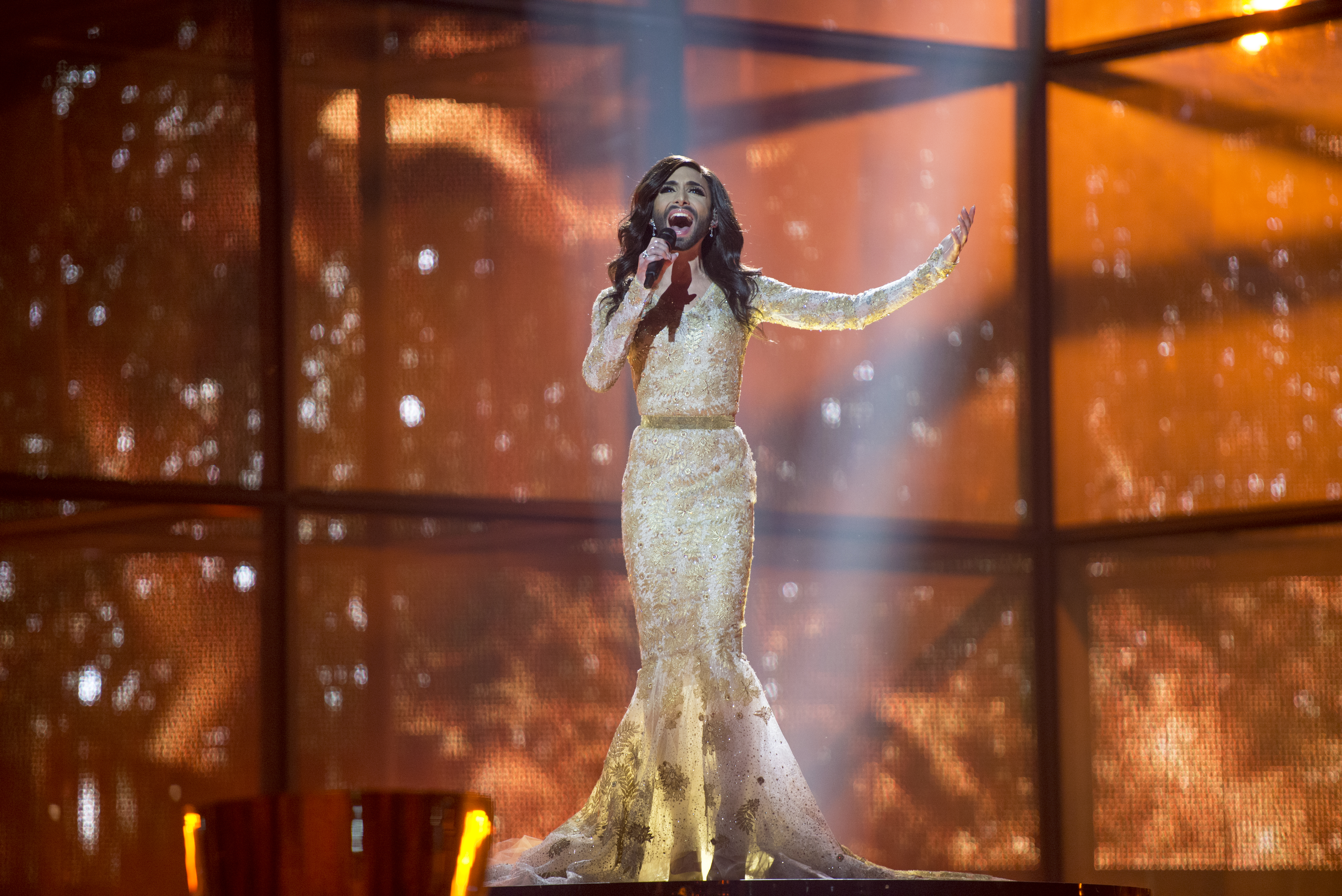
Conchita Wurst in occasione della sua esibizione all'Eurovision Song Contest 2014

Nel settembre 2013 ORF lo sceglie come rappresentante dell'Austria allo Eurovision Song Contest 2014 in Danimarca. La selezione di Conchita Wurst ha scatenato alcune polemiche in patria: infatti nei giorni successivi, più di 31.000 persone si sono iscritte alla pagina Facebook "Anti-Wurst". Inoltre sia in Russia sia in Bielorussia sono state condotte delle petizioni che invitavano le televisioni nazionali a rimuovere dalla messa in onda le prestazioni dell'artista.
Il brano, dal titolo Rise like a Phoenix, è stato presentato ufficialmente nel marzo 2014. Conchita Wurst ha vinto il festival canoro europeo con 290 punti. È la seconda vittoria per l'Austria dopo l'edizione del 1966. 
(Conchita Wurst ricevendo il trofeo all'Eurovision Song Contest 2014)

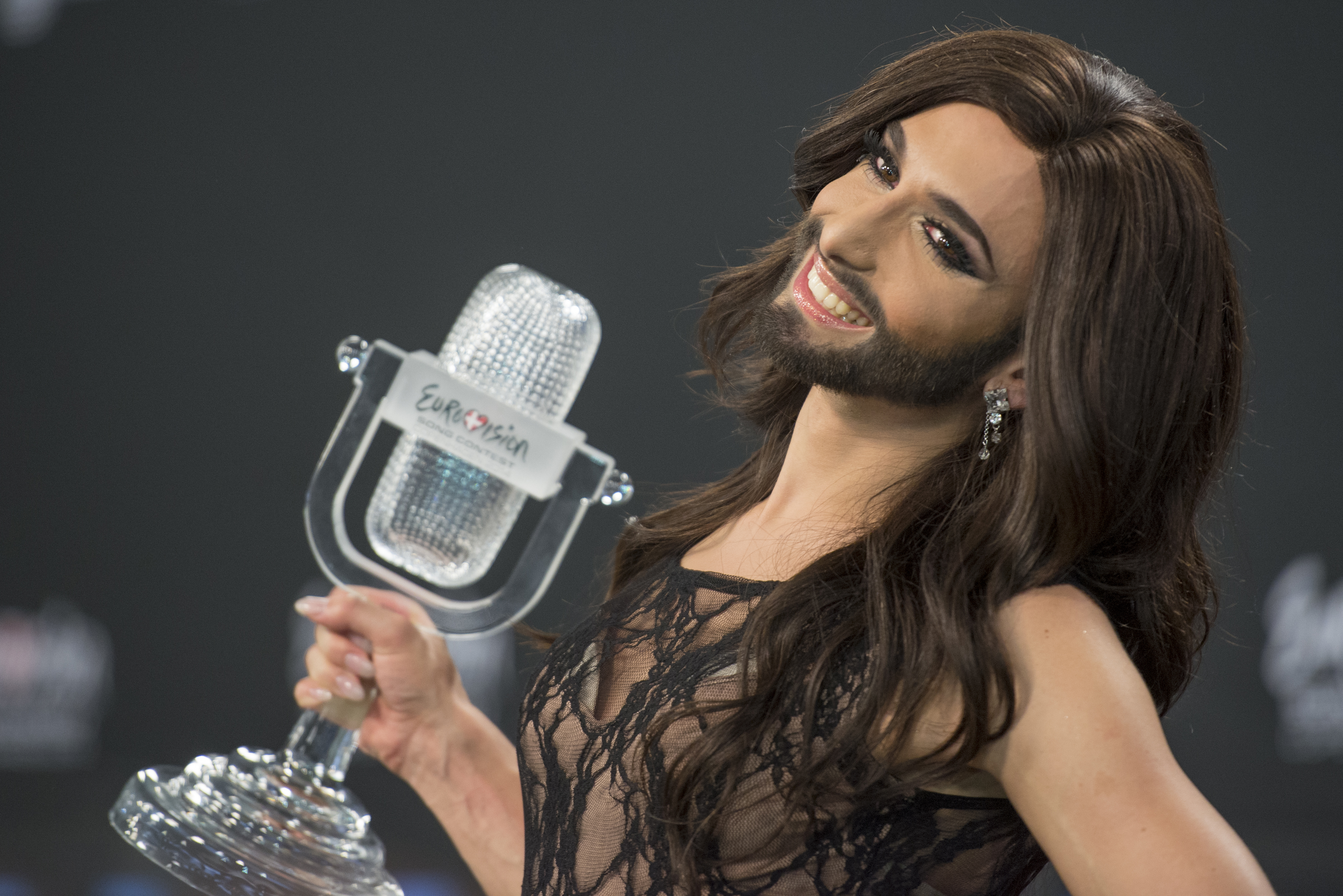
Wurst nel 2014 all'Eurovision Song Contest, nella conferenza stampa avvenuta subito dopo la sua vittoria.

La partecipazione di Conchita Wurst all'Eurovision Song Contest ha generato alcune proteste, come quelle del parlamentare russo Vitalij Milonov (uno dei fautori della legge russa in tema di restrizioni sull'omosessualità), il quale aveva chiesto la non partecipazione della Russia al Festival a causa della presenza della drag queen austriaca. Milonov ha anche affermato che: «Un pervertito come Wurst insulterebbe milioni di russi». Altre proteste sono giunte anche dalla Bielorussia, il cui comitato locale dell'Eurofestival aveva chiesto che la messa in onda della gara prevedesse un sistema di montaggio tale da evitare che in Bielorussia venisse trasmessa l'esibizione di Wurst. Entrambe le richieste sono state respinte.
Anche dopo la vittoria al Festival europeo sono piovute critiche da parte di alcuni esponenti politici russi. Il vice premier russo Dmitrij Rogozin ha affermato: «Il risultato di Eurovision ha mostrato ai sostenitori dell'integrazione europea il loro futuro europeo... una donna barbuta». Più pesante la dichiarazione di un altro politico russo di spicco, il nazionalista Vladimir Žirinovskij, il quale ha affermato: «È la fine dell'Europa. Loro non hanno più uomini e donne, hanno "questo"».
A dispetto delle varie critiche provenienti dai politici russi, in seguito alla sua vittoria Rise like a Phoenix è stato il singolo più scaricato sul sito russo di iTunes, mentre gli altri singoli dell'artista, Unbreakable e That's What I Am, sono entrati nella classifica dello store in Russia. Anche in Italia, appena pochi giorni dopo la vittoria, il brano della Wurst è entrato nella top ten dei singoli più venduti: non accadeva da anni che una canzone vincitrice dell'Eurovision Song Contest riscuotesse successo discografico sul suolo italiano.
Elogi sono arrivati dalla natìa Austria. Tra gli esponenti che hanno avuto parole di apprezzamento nei confronti di Conchita Wurst troviamo il cardinale Christoph Schönborn, arcivescovo di Vienna, che ha affermato: «Ha portato al centro dell'attenzione un grande tema, un tema reale, soprattutto per persone come Wurst, costrette a subire ingiustizie, discriminazioni e cattiverie. Sono contento che Thomas Neuwirth con il suo nome d'arte Conchita Wurst abbia avuto un tale successo».

### Il successo e il primo album
La vittoria al festival del vecchio continente ha portato un enorme successo in tutto il mondo dal punto di vista mediatico alla star austriaca.
Il 21 maggio 2014 da un account fake gestito da alcuni fans dell'artista era stata diffusa la notizia che sarebbe stata lei ad aprire i vari concerti che Lady Gaga avrebbe tenuto in Europa per il suo tour 2014, ma dopo qualche giorno la stessa cantante è stata costretta a smentire le indiscrezioni pubblicate dai media.
Agli inizi di luglio 2014 Jean-Paul Gaultier l'ha voluta come modella per presentare la nuova collezione durante la Fashion Week parigina. 
A ottobre partecipa al progetto discografico benefico 'Luce Nelle Tenebre 2014/15' registrando per l'occasione il singolo My Lights. Il 26 ottobre la BBC la proclama una delle '100 donne del 2014', una lista di 100 donne che si sono distinte nell'arco dell'anno.
L'8 novembre ha pubblicato il suo nuovo singolo Heroes.
Il 30 ottobre 2014 la cantante si esibisce nella sede ONU di Vienna alla presenza di Ban Ki-moon. Inoltre assieme al segretario generale delle Nazioni Unite partecipa a un dibattito sul rispetto dei diritti umani e per la promozione della tolleranza.
Nel 2014 secondo Google entra nella top ten mondiale degli artisti musicali più cercati nel web, per la precisione ha raggiunto la settima posizione.
Nel 2015 è stata presente in diverse finali nazionali legate all'ESC, tra cui quella svizzera e quella tedesca, il Festival di Sanremo e il Melodifestivalen.
Il 20 febbraio 2015 è uscito il singolo You Are Unstoppable che dal 13 marzo è stato anche distribuito via radio in Italia.
All'ESC 2015 ha co-condotto l'evento dalla Green Room ed aperto la prima serata col brano risultato vincente nella precedente edizione e la finale con Building Bridges; nell'interval act si è esibita inoltre con un medley di Firestorm e You are unstoppable, tratti dal suo primo album, Conchita, uscito il 15 maggio.

### Ospite a Sanremo
(Conchita Wurst rispondendo a una domanda di Carlo Conti)

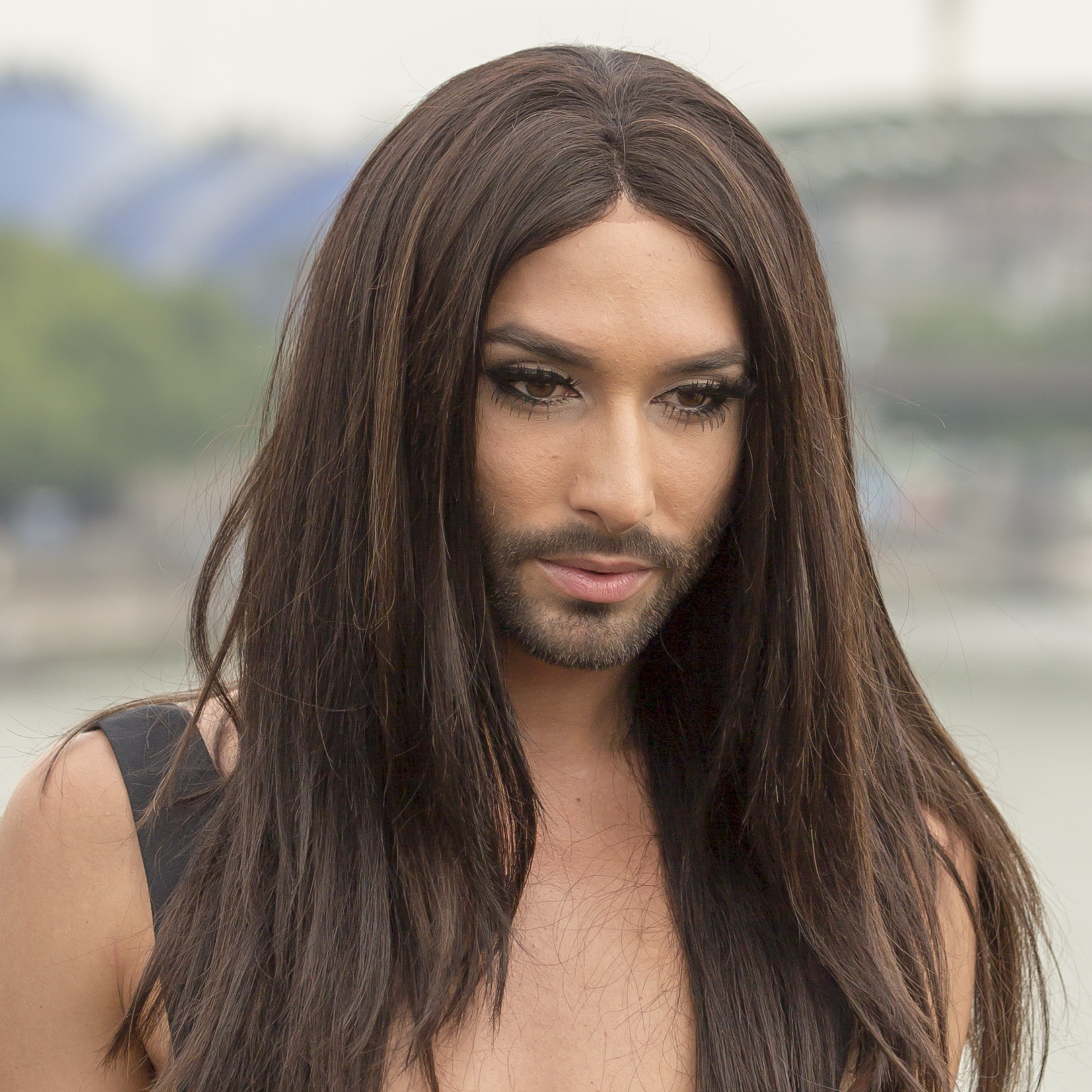
Conchita Wurst al Pride di Colonia del 2015

Invitata in varie finali nazionali tra cui quella svizzera e il Melodifestivalen svedese, Wurst è stata ospite del 65º Festival di Sanremo condotto da Carlo Conti. La sua presenza al festival ha sollevato polemiche da parte di alcune personalità e associazioni cattoliche italiane, le quali hanno anche parlato di un compenso di 120.000 euro. Tuttavia, la Rai ha chiarito che la cifra pattuita è di 12.000 euro. Il conduttore ha sottolineato come Conchita Wurst intervenisse in qualità di vincitrice dell'Eurovision Song Contest e per questo la sua apparizione all'Ariston era stata già da tempo concordata come collegamento tra le due manifestazioni: il vincitore del Festival di Sanremo infatti ha facoltà di rappresentare l'Italia al contest canoro europeo.
La partecipazione di Conchita Wurst è stata supportata da una campagna promossa dal portale Eurofestival News e sostenuta da tanti fan dell'artista e dell'evento con la promozione dell'hashtag #ConchitaSanremo2015 sui social network (diventato trending topic su Twitter). Conchita Wurst si è esibita con il brano Heroes, toccando il picco di share della seconda serata del Festival col 53,21% e ben 7.740.000 telespettatori.
Durante la breve intervista sul palco dell'Ariston, nel rivolgersi a Conchita Wurst, né Carlo Conti né l'interprete hanno rispettato il ruolo di genere espresso dall'artista. Ciò ha dato seguito ad una polemica, che ha coinvolto l'ex parlamentare Vladimir Luxuria che ha biasimato l'accaduto. Interpellata sull'episodio nell'aprile del 2015, in un'intervista al quotidiano online Huffington Post Conchita ha dichiarato: «Ho pensato fosse un equivoco perché (il conduttore) stava parlando durante il doppiaggio e mi stava domandando qualcosa sulla barba. Ho davvero pensato che avesse frainteso e non avrei neanche detto niente se i miei fan non avessero reagito alla cosa. Uno di loro mi ha chiesto in un tweet se avessi capito che cosa era successo e ho risposto che sono stata sorpresa, ma lì al momento non ho neanche ben capito, perché tra gli applausi e tutto il resto non si capiva… Io non sono stata tanto seccata lo ammetto, sono stata più sorpresa. E per essere onesta fino in fondo, io sul palco non me ne sono accorta subito».

### Ospite a Ballando con le Stelle
Milly Carlucci, conduttrice di Ballando con le stelle, ha annunciato Conchita Wurst come prima "ballerina per una notte" per il debutto dell'undicesima edizione. La star poi non ha potuto essere presente a causa di un malore (poi si è precisato che si trattava di una gastroenterite) ed è stata sostituita dall'esibizione-imitazione di Valerio Scanu. La notizia del malore di Wurst è stata riportata dai media di tutto il mondo.

### Secondo album
Dopo aver continuato a pubblicare musica negli anni, alternando singoli a collaborazioni con altri artisti, nel 2019 lancia il suo secondo album Truth Over Magnitude: in concomitanza con il lancio dei singoli estratti dal progetto e del disco stesso, Conchita modifica radicalmente il suo personaggio, scegliendo di non apparire più con fattezze femminili e definendo il personaggio sfoggiato in precedenza come una sorta di alter ego artistico. Sempre nel 2019 lavora come giudice nel programma televisivo Queen of Drags, un format che prevede appunto una competizione fra drag queen.
Nel 2020 interpreta sé stessa in un cameo nel film Eurovision Song Contest - La storia dei Fire Saga e duetta con Ricky Morillo nel brano Smalltown Boy.

## Vita privata
Neuwirth ha dichiarato di identificarsi come un uomo e non come una donna transgender, di essere gay e una drag queen. Usa pronomi femminili per la descrizione di sé quando interpreta il ruolo di Conchita Wurst.
Nella finzione scenica del personaggio, Conchita Wurst è fidanzato con il francese Jacques Patriaque, il quale si dedica al boylesque.
Ha un tatuaggio molto grande sulla schiena che raffigura sua madre Helga.

### Filantropia
La pop star ha affermato che utilizzerà la sua fama per promuovere la tolleranza per un futuro senza discriminazioni di alcun genere. Ha inoltre dichiarato che tale battaglia sarà il lavoro della sua vita e lo farà con gioia.
È impegnato a favore di associazioni che combattono l'AIDS e infatti nel 2014 con Bill Clinton e Ricky Martin il cantante è stato testimonial per beneficenza del Life Ball, importante evento di raccolta fondi nella lotta all'AIDS. Il 15 aprile 2018 ha infatti dichiarato sul suo profilo Instagram di essere sieropositivo da molti anni.

## Discografia

### Album in studio
- 2015 - Conchita
- 2018 - From Vienna with Love
- 2019 - Truth Over Magnitude

### Album dal vivo
- 2018 - From Vienna with Love

### Singoli
- 2011 - Unbreakable
- 2012 - That's What I Am
- 2014 - My Lights
- 2014 - Rise like a Phoenix
- 2014 - Heroes
- 2015 - You Are Unstoppable
- 2015 - Building Bridges
- 2015 - Firestorm
- 2015 - Colours of Your Love
- 2017 - Heast as net (feat. Ina Regen)
- 2018 - The Sound of Music
- 2018 - Für mich soll's rote Rosen regnen
- 2019 - Trash All the Glam
- 2019 - Hit Me
- 2019 - See Me Now
- 2019 - To the Beat
- 2019 - Forward
- 2019 - Under the Gun
- 2020 - Lovemachine
- 2021 - Malebu
- 2021 - Bodymorphia
- 2022 - All I Wanna Do
- 2022 - Car (Idhlargt)
- 2022 - Paris (Savoir-Vivre)
- 2022 - Erstmal Pause
- 2022 - All That I Wanted
- 2022 - Call Me Up
- 2022 - Dirty Maria

## Videoclip
- 2014 - Rise like a Phoenix
- 2014 - My Lights
- 2014 - Heroes
- 2015 - You Are Unstoppable

## Tour
- 2016 - Conchita live mit band

## Libri
- Io, Conchita, Milano, Mondadori Electa, 2015.

## Filmografia

### Pubblicità
- Testimonial UniCredit (2014)
- Testimonial sfilata Jean Paul Gaultier (2014)[53]
- Testimonial Parrot (2014)[54]
- Testimonial ONU antiomofobia (2014)[55]
- Testimonial "Milano Pride" (2015)

## Televisione
- Eurovision Song Contest 2015 (2015) - co-conduttrice [56][57]

## Riconoscimenti
- Amadeus Austrian Musica Awards
  - 2016 - Candidatura
- Fernsehpreis
  - 2020 - Risultato speciale
- Romi Gala
  - 2015 - Evento televisivo dell'anno per Eurovision Song Contest

Il 26 ottobre 2014 la BBC ha scelto Wurst tra le "cento donne del 2014".